# Jong Alkmaar Zaanstreek
Lo Jong Alkmaar Zaanstreek, meglio noto come Jong AZ Alkmaar, è la squadra riserve dell'AZ Alkmaar. Milita nella Eerste Divisie, la seconda divisione del campionato olandese.

## Palmarès

### Competizioni nazionali
- Tweede Divisie: 1

2016-2017

## Organico

### Rosa 2022-2023
Aggiornata al 1º febbraio 2023.
| N. |                        | Ruolo | Calciatore              |
| -- | ---------------------- | ----- | ----------------------- |
| 13 | Paesi Bassi (bandiera) | P     | Sem Westerveld          |
| 21 | Paesi Bassi (bandiera) | A     | Ernest Poku             |
| 28 | Paesi Bassi (bandiera) | C     | Zico Buurmeester        |
| 32 | Paesi Bassi (bandiera) | C     | Fedde de Jong           |
| 35 | Paesi Bassi (bandiera) | A     | Mexx Meerdink           |
| 36 | Paesi Bassi (bandiera) | D     | Finn Stam               |
| 39 | Paesi Bassi (bandiera) | A     | Iman Griffith           |
| 40 | Paesi Bassi (bandiera) | D     | Jurre van Aken          |
| 41 | Paesi Bassi (bandiera) | D     | Sem Dekkers             |
| 42 | Paesi Bassi (bandiera) | A     | Nick Koster             |
| 43 | Paesi Bassi (bandiera) | C     | Lewis Schouten          |
| 44 | Paesi Bassi (bandiera) | C     | Dave Kwakman            |
| 45 | Paesi Bassi (bandiera) | P     | Rome-Jayden Owusu-Oduro |
| 46 | Paesi Bassi (bandiera) | D     | Wouter Goes             |
| 47 | Paesi Bassi (bandiera) | D     | Misha Engel             |

| N. |                        | Ruolo | Calciatore        |
| -- | ---------------------- | ----- | ----------------- |
| 48 | Paesi Bassi (bandiera) | A     | Ro-Zangelo Daal   |
| 49 | Stati Uniti (bandiera) | A     | Joshua Pynadath   |
| 51 | Paesi Bassi (bandiera) | D     | Jorn Berkhout     |
| 52 | Paesi Bassi (bandiera) | C     | Nick Twisk        |
| 54 | Paesi Bassi (bandiera) | P     | Daniël Deen       |
| 55 | Paesi Bassi (bandiera) | A     | Ricuenio Kewal    |
| 57 | Paesi Bassi (bandiera) | C     | Damienus Reverson |
| 58 | Paesi Bassi (bandiera) | D     | Loek Postma       |
| 59 | Paesi Bassi (bandiera) | A     | Jayden Addai      |
|    | Paesi Bassi (bandiera) | D     | Daniël Beukers    |
|    | Paesi Bassi (bandiera) | D     | Jeremiah Esajas   |
|    | Paesi Bassi (bandiera) | C     | Job Kalisvaart    |
|    | Paesi Bassi (bandiera) | C     | Tom Kerssens      |
|    | Paesi Bassi (bandiera) | C     | Enoch Mastoras    |
|    | Paesi Bassi (bandiera) | C     | Kees Smit         |